# Camas County
Camas County is een county in de Amerikaanse staat Idaho.
De county heeft een landoppervlakte van 2.784 km² en telt 991 inwoners (volkstelling 2000). De hoofdplaats is Fairfield.